# Eiríks saga rauða

Die Eiríks saga rauða („Saga von Erik dem Roten“) ist eine Isländersaga, die zu den Vinland-Sagas zählt. Sie beschreibt die Entdeckung Grönlands und Neufundlands durch eine Familie isländischer Seefahrer und Kaufleute (siehe Skandinavische Kolonisierung Amerikas). Die Saga ist in zwei Versionen überliefert.

## Überlieferung
Die Saga ist einerseits in der Hauksbók aus dem 14. Jahrhundert überliefert, andererseits in der Skálholtsbók aus dem 15. Jahrhundert. Beide Versionen gehen auf eine gemeinsame Vorlage aus dem späten 13. Jahrhundert zurück, unterscheiden sich aber inhaltlich und stilistisch. Die jüngere Verschriftlichung wird hierbei als archaischer angesehen, also näher am Ursprungstext. In der Hauksbók wird die Saga als Þorfinns saga karlsefnis bezeichnet.
Inhaltlich deckt sich die Saga mit der anderen Vinland-Saga, der Grænlendinga saga. Die ersten beiden Kapitel sind zudem aus der Landnámabók (2. Teil, Kapitel 14/15) abgeschrieben. Die Datierung der beiden Vinland-Sagas ist in der Forschung umstritten. Nachdem man ursprünglich davon ausgegangen war, dass die Eiríks saga rauða älter wäre als die Grænlendinga saga, wird heute meist vom Gegenteil ausgegangen. Die Eiríks saga rauða nennt Bischof Brandr Sæmundarson Brandr I., was die Existenz eines Brandr II., nämlich den 1263 ernannten Brandr Jónsson voraussetzt. Die Grænlendinga saga nennt Herjólfr Bárðarson als Entdecker Amerikas, die Eiríks saga rauða hingegen Leif Eriksson. Letzteres hatte der isländische Mönch Gunnlaugr Leifsson um 1200 behauptet und diese Auffassung hatte sich anschließend verbreitet, sodass sie auch in der Grænlendinga saga gestanden hätte, wenn diese jünger wäre als Gunnlaugrs Behauptung. Auch stilistisch ist die Grænlendinga saga älter zu datieren. Man geht daher davon aus, dass die Grænlendinga saga aus dem späten 12. Jahrhundert stammt, die Eiríks saga rauða hingegen nach 1263 entstanden sein muss.

## Handlung
Die Saga beginnt mit dem Leben von Auðr djúpúðga und ihrem Sklaven Vífill und ihrer Niederlassung in Island (1). Anschließend wird über das Leben von Erik dem Roten (Eiríkr inn rauði) berichtet, der nach Island kommt und anschließend Grönland besiedelt, dessen Bewohner Grænlendingar genannt werden. Als einer seiner Freunde wird Þorbjǫrn Vífilsson genannt, Vífills Sohn (2). Danach geht es um Þorbjǫrn, der ein wohlhabender Bauer in Island ist. Ein Mann namens Einarr bittet um die Hand von Þorbjǫrns Tochter Guðríðr, was der Vater ablehnt. Später beschließt er seinem Freund Erik zu folgen und zieht mitsamt seiner Tochter nach Grönland (3).
Im nächsten Kapitel lässt Þorkell, bei dem Þorbjǫrn und Guðríðr in Herjólfsnes wohnen, sich von der Seherin Þórbjǫrg lítilvǫlva die Zukunft voraussagen. Sie meint, dass Guðríðr eine kurze Ehe in Grönland eingehen wird und später aus einer anderen Ehe eine große Nachkommenschaft in Island haben wird (4). Das folgende Kapitel handelt vom Leben von Eriks Sohn Leif (Leifr Eiríksson), der einen unehelichen Sohn namens Þorgils bekommt, vom norwegischen König Olav I. Tryggvason (Óláfr Tryggvason) gebeten wird, Grönland zum Christentum zu bekehren, auf seiner Reise nach Grönland vom Kurs abkommt und Vinland in Amerika entdeckt und vor der Ankunft in Grönland einige Schiffbrüchige rettet. In Grönland lässt sich seine Mutter Þjóðhildr taufen, während sein Vater Erik sich sträubt. Anschließend wollen Erik und Leifs Bruder Þorsteinn Eiríksson Vinland erkunden, werden aber gen Island und Irland getrieben und müssen nach Grönland zurückkehren (5). Þorsteinn heiratet anschließend Guðríðr und sie leben in der Vestribyggð. Dort fallen viele Bewohner einer Seuche zum Opfer, darunter Þorsteinn. Nach seinem Tod erhebt er sich noch einmal und prophezeit seiner Witwe die Zukunft, bevor er endgültig verstirbt (6). Danach geht es um den reichen Kaufmann Þorfinnr karlsefni, einen patrilinearen Ururururururenkel von Ragnar Lodbrok. Dieser fährt nach Grönland und bittet dort Erik um die Hand seiner verwitweten Schwiegertochter Guðríðr, die er erhält (7).
Þorfinnr versucht anschließend ebenfalls Vinland zu erreichen. Unter den Männern an Bord sind auch Eriks Sohn Þorvaldr, Þorvarðr, der Mann von Eriks unehelicher Tochter Freydís, und Þórhallr veiðimaðr, einen unbeliebten Heiden. Sie finden Land und benennen die einzelnen Landstriche Helluland und Markland, bevor sie auch Vinland entdecken und benennen. Anschließend erkunden sie die Gegend, in der es Weintrauben und Weizen gibt (8). Die Mannschaft teilt sich auf. Þórhallr will gen Norden ziehen, Þorfinnr gen Süden. Þórhallr singt zwei Strophen. Sein Schiff wird nach Irland abgetrieben, wo er angegriffen wird und zu Tode kommt (9). Þorfinnr und seine Männer halten sich in Vinland auf und begegnen dort Menschen, die sie Skrælingar nennen (10). Anschließend entsteht Handel zwischen den Grænlendingar und den Skrælingar bis ein Stier der Grænlendingar die Skrælingar angreift, die flüchten. Einige Zeit später kehren die Skrælingar zurück und es kommt zum Kampf, bei dem die Grænlendingar unterliegen, bis Freydís ein Schwert ergreift und damit auf ihre Brüste schlägt, woraufhin die Skrælingar flüchten. Anschließend planen sie ihre Rückreise, töten aber noch fünf weitere schlafende Skrælingar, auf die sie treffen (11). Kurz vor der Abreise wird Þorvaldr von einem Skrælingr durch einen Pfeilschuss getötet, woraufhin ein Mann eine Strophe singt. Es wird zudem von der Geburt von Þorfinnrs Sohn Snorri Þorfinnsson berichtet. Auf der Rückreise treffen sie auf fünf Skrælingar, darunter zwei Kinder, die sie entführen. Diese erzählen später, dass ihre Eltern Óvægi und Vethildi heißen und es in ihrem Land zwei Könige namens Avaldamon und Avaldidida gibt (12).
Bjarni Grímólfsson, ein Freund von Þorfinnr, ist an Bord des Schiffes, das nach Irland getrieben wird. Weil sie von Schiffsbohrwürmern angegriffen werden, losen sie aus, wer auf das Rettungsboot darf, das nur die Hälfte der Männer aufnehmen kann. Ein Isländer, der den kürzeren gezogen hat, beschwert sich bei Bjarni, der daraufhin seinen Platz eintauscht und mit dem sinkenden Schiff untergeht (13). Þorfinnr und Guðríðr fahren nach Island, wo sie viele Nachkommen bekommen, darunter die Urenkel Brandr Sæmundarson, Bjǫrn Gilsson und Þorlákr Runólfsson, die alle Bischöfe werden (14).

## Analyse
Neben der Schilderung der Entdeckungen hat die Saga auch die Verherrlichung von Guðríður zum Ziel. Denn nur in diesem Zusammenhang hat die ausführliche Darstellung der Seherin Þórbjǫrg lítilvǫlva im vierten Kapitel eine Funktion. Guðriður spielt in der Weissagungszeremonie eine zentrale Rolle und erhält wie oft in den Viten bedeutender Persönlichkeiten eine eigene Weissagung über die strahlende Zukunft ihres Geschlechts.